# Galatasaray Istanbul/Saison 1974/75
Die Saison 1974/75 von Galatasaray Istanbul war die 67. Saison in der Vereinsgeschichte und die 17. Saison in der türkischen Liga, der 1. Lig. Der Klub beendete die Saison auf dem 2. Platz. In der Türkiye Kupası schied Galatasaray im Viertelfinale aus.

## Personalien

### Kader
| Nat.       | Name            | Geburtsdatum  | im Verein seit | vorheriger Verein     |
| Torhüter   | Torhüter        | Torhüter      | Torhüter       | Torhüter              |
| ---------- | --------------- | ------------- | -------------- | --------------------- |
| Turkei     | Nihat Akbay     | 1. Jan. 1945  | 1968           | Beykozspor            |
| Turkei     | Yasin Özdenak   | 11. Okt. 1948 | 1967           | Istanbulspor          |
| Abwehr     |                 |               |                |                       |
| Turkei     | Müfit Erkasap   | 11. Juni 1957 | 1974           | eigene Jugend         |
| Turkei     | Ekrem Günalp    | 1. Jan. 1947  | 1969           | Gençlerbirliği Ankara |
| Turkei     | Murat İnan      | 10. Juni 1955 | 1973           | eigene Jugend         |
| Turkei     | Tarık Küpoğlu   | 1. Jan. 1948  | 1971           | Sarıyer SK            |
| Turkei     | Arif Kuşdoğan   | 1. Jan. 1956  | 1972           | eigene Jugend         |
| Turkei     | Furkan Ölçer    | 28. Sep. 1956 | 1974           | n. a.                 |
| Turkei     | Muzaffer Sipahi | 1. Jan. 1941  | 1968           | Ankara Demirspor      |
| Turkei     | Cüneyt Tanman   | 16. Jan. 1956 | 1973           | eigene Jugend         |
| Turkei     | Tuncay Temeller | 1. Jan. 1948  | 1970           | PTT                   |
| Turkei     | Fatih Terim     | 4. Sep. 1953  | 1974           | Adana Demirspor       |
| Turkei     | Enver Ürekli    | 1. Jan. 1946  | 1973           | PTT                   |
| Turkei     | Ali Yavaş       | 1. Jan. 1950  | 1974           | Altay Izmir           |
| Mittelfeld |                 |               |                |                       |
| Turkei     | Mustafa Ergücü  | 15. Jan. 1955 | 1973           | Izmirspor             |
| Turkei     | Aydın Güleş     | 1. Jan. 1944  | 1970           | PTT                   |
| Turkei     | Mehmet Oğuz     | 3. Mai 1949   | 1967           | Kadırga SK            |
| Turkei     | Bülent Ünder    | 16. Apr. 1949 | 1969           | eigene Jugend         |
| Angriff    |                 |               |                |                       |
| Turkei     | Tahir Karacan   | n. a.         | 1974           | n. a.                 |
| Turkei     | Metin Kurt      | 15. März 1948 | 1970           | PTT                   |
| Turkei     | Gökmen Özdenak  | 22. Juni 1947 | 1967           | Istanbulspor          |
| Turkei     | Mehmet Özgül    | 1. Jan. 1950  | 1972           | Sirkeci SK            |
| Turkei     | Şevki Şenlen    | 22. Juli 1949 | 1973           | Eskişehirspor         |
| Turkei     | Engin Verel     | 15. Sep. 1956 | 1973           | Davutpaşa SK          |
| Turkei     | Yılmaz Yavman   | 1. Jan. 1949  | 1974           | Altay Izmir           |

#### Transfers
| Zugänge | Abgänge |
| --- | --- |
| - Müfit Erkasap (eigene Jugend) - Furkan Ölçer (n. a.) - Tahir Karacan (n. a.) - Yetiş Kaya (Bursaspor) - Fatih Terim (Adana Demirspor) - Ali Yavaş (Altay Izmir) - Yılmaz Yavman (Altay Izmir) | - Ahmet Akkuş (Zonguldakspor) - Yetiş Kaya (Sakaryaspor) - Suphi Soylu (Sakaryaspor) - Korhan Tınaz (Karriere beendet) - Samim Yağız (Sakaryaspor) |

## Spielkleidung
| Heim | Auswärts | Ausweich |

## Saison
Alle Ergebnisse aus Sicht von Galatasaray Istanbul.
Die Tabelle listet alle 1.-Lig-Spiele des Vereins der Saison 1974/75 auf. Siege sind grün, Unentschieden gelb und Niederlagen rot markiert.

### 1. Lig
| ST | Datum              | Gegner              | Ort                      | Ergebnis  | Tor(e) für Galatasaray Istanbul                                         | Karte(n) für Galatasaray Istanbul |
| -- | ------------------ | ------------------- | ------------------------ | --------- | ----------------------------------------------------------------------- | --------------------------------- |
| 01 | 7. September 1974  | Giresunspor         | İnönü Stadı, Istanbul    | 2:0 (0:0) | 1:0 Özgül (47.), 2:0 Özgül (75.)                                        | keine                             |
| 02 | 15. September 1974 | Eskişehirspor       | Atatürk Stadı, Eskişehir | 0:0       | keine                                                                   | keine                             |
| 03 | 21. September 1974 | Adanaspor           | Inönü Stadı, Istanbul    | 1:0 (1:0) | 1:0 Özdenak (17.)                                                       | keine                             |
| 04 | 29. September 1974 | Beşiktaş Istanbul   | Inönü Stadı, Istanbul    | 0:0       | keine                                                                   | Kurt (25.)                        |
| 05 | 6. Oktober 1974    | Bursaspor           | Atatürk Stadı, Bursa     | 2:0 (1:0) | 1:0 Özgül (23.), 2:0 Verel (55.)                                        | Özdenak (51.)                     |
| 06 | 13. Oktober 1974   | MKE Ankaragücü      | Inönü Stadı, Istanbul    | 3:1 (1:0) | 1:0 Oğuz (6.), 2:0 Oğuz (61. Elfmeter), 3:0 Özgül (64.)                 | keine                             |
| 07 | 20. Oktober 1974   | Göztepe Izmir       | Atatürk Stadı, Izmir     | 2:0 (1:0) | 1:0 Özgül (26.), 2:0 Oğuz (52.)                                         | keine                             |
| 08 | 27. Oktober 1974   | Fenerbahçe Istanbul | Inönü Stadı, Istanbul    | 0:0       | keine                                                                   | Özgül (10.), Verel (61.)          |
| 09 | 3. November 1974   | Samsunspor          | Inönü Stadı, Istanbul    | 2:1 (1:1) | 1:1 Terim (43.), 2:1 Kurt (87.)                                         | keine                             |
| 10 | 24. November 1974  | Kayserispor         | Inönü Stadı, Istanbul    | 2:0 (0:0) | 1:0 Özgül (51.), 2:0 Özgül (68.)                                        | keine                             |
| 11 | 8. Dezember 1974   | Adana Demirspor     | Şehir Stadı, Adana       | 0:2 (0:1) | keine                                                                   | Özdenak (52.), Verel (74.)        |
| 12 | 14. Dezember 1974  | Zonguldakspor       | Inönü Stadı, Istanbul    | 3:0 (0:0) | 1:0 Özgül (75.), 2:0 Özgül (87.), 3:0 Ürekli (88.)                      | keine                             |
| 13 | 22. Dezember 1974  | Altay Izmir         | Atatürk Stadı, Izmir     | 2:1 (0:1) | 1:1 Temeller (51.), 2:1 Özgül (87.)                                     | keine                             |
| 14 | 29. Dezember 1974  | Trabzonspor         | Inönü Stadı, Istanbul    | 1:0 (0:0) | 1:0 Günalp (89.)                                                        | Oğuz (59.)                        |
| 15 | 5. Januar 1975     | Boluspor            | Şehir Stadı, Bolu        | 1:0 (1:0) | 1:0 Şenlen (38.)                                                        | Yavaş (40.), Günalp (43.)         |
| 16 | 2. Februar 1975    | Giresunspor         | Şehir Stadı, Giresun     | 1:1 (1:0) | 1:0 Kurt (34.)                                                          | keine                             |
| 17 | 10. Februar 1975   | Eskişehirspor       | Inönü Stadı, Istanbul    | 0:0       | keine                                                                   | Şenlen (72.)                      |
| 18 | 16. Februar 1975   | Adanaspor           | Şehir Stadı, Adana       | 1:3 (1:2) | 1:0 Kurt (26.)                                                          | keine                             |
| 19 | 23. Februar 1975   | Beşiktaş Istanbul   | Inönü Stadı, Istanbul    | 1:2 (0:0) | 1:2 Oğuz (88.)                                                          | keine                             |
| 20 | 9. März 1975       | MKE Ankaragücü      | 19 Mayıs Stadı, Ankara   | 0:2 (0:1) | keine                                                                   | Şenlen (23.), Oğuz (78.)          |
| 21 | 16. März 1975      | Göztepe Izmir       | Inönü Stadı, Istanbul    | 2:1 (1:1) | 1:0 Yavaş (32. Elfmeter), 2:1 Terim (49.)                               | Yavaş (13.), Güleş (65.)          |
| 22 | 23. März 1975      | Fenerbahçe Istanbul | Inönü Stadı, Istanbul    | 0:1 (0:0) | keine                                                                   | Ergücü (25.), Günalp (48.)        |
| 23 | 6. April 1975      | Bursaspor           | Inönü Stadı, Istanbul    | 1:0 (0:0) | 1:0 Verel (53.)                                                         | keine                             |
| 24 | 13. April 1975     | Samsunspor          | Şehir Stadı, Samsun      | 2:1 (0:0) | 1:0 Özdenak (57.), 2:0 Kurt (64.)                                       | Özdenak (50.)                     |
| 25 | 21. April 1975     | Kayserispor         | Atatürk Stadı, Kayseri   | 1:1 (1:0) | 1:0 Ergücü (7.)                                                         | keine                             |
| 26 | 4. Mai 1975        | Adana Demirspor     | Inönü Stadı, Istanbul    | 4:2 (3:1) | 1:1 Özdenak (15.), 2:1 Ürekli (16.), 3:1 Özgül (27.), 4:2 Özdenak (85.) | keine                             |
| 27 | 11. Mai 1975       | Zonguldakspor       | Şehir Stadı, Zonguldak   | 0:3 (0:1) | keine                                                                   | Ünder (55.)                       |
| 28 | 17. Mai 1975       | Altay Izmir         | Inönü Stadı, Istanbul    | 0:1 (0:0) | keine                                                                   | keine                             |
| 29 | 25. Mai 1975       | Trabzonspor         | Şehir Stadı, Trabzon     | 0:1 (0:1) | keine                                                                   | keine                             |
| 30 | 31. Mai 1975       | Boluspor            | Inönü Stadı, Istanbul    | 2:0 (1:0) | 1:0 Özdenak (43.), 2:0 Günalp (81.)                                     | keine                             |

### Türkiye Kupası
| Runde        | Datum             | Gegner      | Ort                    | Ergebnis  | Tor(e) für Galatasaray Istanbul           | Karte(n) für Galatasaray Istanbul |
| ------------ | ----------------- | ----------- | ---------------------- | --------- | ----------------------------------------- | --------------------------------- |
| 1R-Hinspiel  | 30. Oktober 1974  | Altay Izmir | Inönü Stadı, Istanbul  | 1:0 (1:0) | 1:0 Verel (34.)                           | keine                             |
| 1R-Rückspiel | 4. Dezember 1974  | Altay Izmir | Atatürk Stadı, Izmir   | 0:0       | keine                                     | keine                             |
| 2R-Hinspiel  | 25. Dezember 1974 | Sakaryaspor | Şehir Stadı, Adapazarı | 1:0 (1:0) | 1:0 Verel (21.)                           | keine                             |
| 2R-Rückspiel | 8. Januar 1975    | Sakaryaspor | Inönü Stadı, Istanbul  | 1:0 (0:0) | 1:0 Özgül (68.)                           | keine                             |
| VF-Hinspiel  | 30. Januar 1975   | Boluspor    | Inönü Stadı, Istanbul  | 2:0 (1:0) | 1:0 Verel (10. Elfmeter), 2:0 Terim (89.) | keine                             |
| VF-Rückspiel | 13. Februar 1975  | Boluspor    | Inönü Stadı, Istanbul  | 1:3 (0:3) | 1:3 Verel (72.)                           | keine                             |

### Başbakanlık Kupası
| Galatasaray Istanbul                                     | Galatasaray Istanbul | Trabzonspor | Trabzonspor |
| -------------------------------------------------------- | --- | --- | ----------- |
| Galatasaray Istanbul                                     | \| 7. Juni 1975 um 17:00 Uhr in Ankara (Cebeci İnönü Stadı) \| \| Ergebnis: 1:0 (0:0) \| \| Schiedsrichter: Talat Tokat \| \| Spielbericht \|                                                                   | \| 7. Juni 1975 um 17:00 Uhr in Ankara (Cebeci İnönü Stadı) \| \| Ergebnis: 1:0 (0:0) \| \| Schiedsrichter: Talat Tokat \| \| Spielbericht \|                                                                                   | Trabzonspor |
| Galatasaray Istanbul                                     | Yasin Özdenak – Ekrem Günalp, Enver Ürekli, Ali Yavaş, Fatih Terim – Bülent Ünder, Mustafa Ergücü, Şevki Şenlen, Metin Kurt (46. Murat İnan) – Gökmen Özdenak, Engin Verel Cheftrainer: Jack Mansell ( England) | Şenol Güneş – Cemil Usta, Aziz Öğütçen (46. Turgay Semercioğlu), Necati Özçağlayan, Kadir Özcan – Bekir Barçın, Tuncay Mesçi, Engin Çınar, Ali Kemal Denizci – Hüseyin Tok, Mehmet Cemil Altın Cheftrainer: Ahmet Suat Özyazıcı | Trabzonspor |
| Galatasaray Istanbul                                     | 1:0 Gökmen Özdenak (76.) | | Trabzonspor |
| Galatasaray Istanbul                                     | Gökmen Özdenak (39.) | | Trabzonspor |
| 7. Juni 1975 um 17:00 Uhr in Ankara (Cebeci İnönü Stadı) | | |             |
| Ergebnis: 1:0 (0:0)                                      | | |             |
| Schiedsrichter: Talat Tokat                              | | |             |
| Spielbericht                                             | | |             |

### TSYD Kupası
| Datum           | Gegner              | Ort                   | Ergebnis  | Tor(e) für Galatasaray Istanbul | Karte(n) für Galatasaray Istanbul |
| --------------- | ------------------- | --------------------- | --------- | ------------------------------- | --------------------------------- |
| 3. August 1974  | Fenerbahçe Istanbul | Inönü Stadı, Istanbul | 1:2 (1:1) | 1:1 Özgül (18.)                 | keine                             |
| 10. August 1974 | Beşiktaş Istanbul   | Inönü Stadı, Istanbul | 0:1 (0:0) | keine                           | keine                             |

## Statistiken

### Teamstatistik
| Wettbewerb     | Punkte | daheim | daheim | daheim | daheim | daheim | auswärts | auswärts | auswärts | auswärts | auswärts | Gesamt | Gesamt | Gesamt | Gesamt | Gesamt | Tordifferenz |
| Wettbewerb     | Punkte | Sp     | G      | U      | N      | TV     | Sp       | G        | U        | N        | TV       | Sp     | G      | U      | N      | TV     | Tordifferenz |
| -------------- | ------ | ------ | ------ | ------ | ------ | ------ | -------- | -------- | -------- | -------- | -------- | ------ | ------ | ------ | ------ | ------ | ------------ |
| 1. Lig         | 38:22  | 15     | 11     | 1      | 3      | 24:9   | 15       | 5        | 5        | 5        | 12:15    | 30     | 16     | 6      | 8      | 36:24  | +12          |
| Türkiye Kupası | –      | 3      | 2      | 0      | 1      | 3:3    | 3        | 2        | 1        | 0        | 3:0      | 6      | 4      | 1      | 1      | 6:3    | +3           |
| Gesamt         | 35:25  | 18     | 13     | 1      | 4      | 27:12  | 18       | 7        | 6        | 5        | 15:15    | 36     | 20     | 7      | 9      | 42:27  | +15          |

### Saisonverlauf
| Spieltag | 1 | 2 | 3 | 4 | 5 | 6 | 7 | 8 | 9 | 10 | 11 | 12 | 13 | 14 | 15 | 16 | 17 | 18 | 19 | 20 | 21 | 22 | 23 | 24 | 25 | 26 | 27 | 28 | 29 | 30 |
| -------- | - | - | - | - | - | - | - | - | - | -- | -- | -- | -- | -- | -- | -- | -- | -- | -- | -- | -- | -- | -- | -- | -- | -- | -- | -- | -- | -- |
| Spielort | H | A | H | A | A | H | A | A | H | H  | A  | H  | A  | H  | A  | A  | H  | A  | H  | H  | A  | H  | H  | A  | A  | H  | A  | H  | A  | H  |
| Resultat | S | U | S | U | S | S | S | U | S | S  | N  | S  | S  | S  | S  | U  | U  | N  | N  | S  | N  | S  | N  | S  | U  | S  | N  | N  | N  | S  |
| Platz    | 3 | 3 | 4 | 4 | 3 | 2 | 2 | 2 | 1 | 1  | 1  | 1  | 1  | 1  | 1  | 1  | 1  | 2  | 2  | 2  | 2  | 2  | 2  | 2  | 2  | 2  | 2  | 2  | 2  | 2  |

Quelle: https://www.weltfussball.de/spielplan/tur-sueperlig-1974-1975
Legende: Spielort: H = Heim; A = Auswärts. Resultat: S = Sieg; U = Unentschieden; N = Niederlage

### Spielerstatistiken
| Spieler         | 1. Lig   | 1. Lig | 1. Lig      | 1. Lig     | Türkiye Kupası/Başbakanlık Kupası | Türkiye Kupası/Başbakanlık Kupası | Türkiye Kupası/Başbakanlık Kupası | Türkiye Kupası/Başbakanlık Kupası | TSYD Kupası | TSYD Kupası | TSYD Kupası | TSYD Kupası | Total    | Total | Total       | Total      |
| Spieler         | Einsätze | Tore   | Gelbe Karte | Rote Karte | Einsätze                          | Tore                              | Gelbe Karte                       | Rote Karte                        | Einsätze    | Tore        | Gelbe Karte | Rote Karte  | Einsätze | Tore  | Gelbe Karte | Rote Karte |
| --------------- | -------- | ------ | ----------- | ---------- | --------------------------------- | --------------------------------- | --------------------------------- | --------------------------------- | ----------- | ----------- | ----------- | ----------- | -------- | ----- | ----------- | ---------- |
| Nihat Akbay     | 1        | 0      | 0           | 0          | 3                                 | 0                                 | 0                                 | 0                                 | 0           | 0           | 0           | 0           | 4        | 0     | 0           | 0          |
| Mustafa Ergücü  | 25       | 1      | 1           | 0          | 5                                 | 0                                 | 0                                 | 0                                 | 2           | 0           | 0           | 0           | 32       | 1     | 1           | 0          |
| Müfit Erkasap   | 2        | 0      | 0           | 0          | 0                                 | 0                                 | 0                                 | 0                                 | 0           | 0           | 0           | 0           | 2        | 0     | 0           | 0          |
| Aydın Güleş     | 12       | 0      | 1           | 0          | 0                                 | 0                                 | 0                                 | 0                                 | 1           | 0           | 0           | 0           | 13       | 0     | 1           | 0          |
| Ekrem Günalp    | 23       | 2      | 2           | 0          | 6                                 | 0                                 | 0                                 | 0                                 | 0           | 0           | 0           | 0           | 29       | 2     | 2           | 0          |
| Murat İnan      | 0        | 0      | 0           | 0          | 1                                 | 0                                 | 0                                 | 0                                 | 0           | 0           | 0           | 0           | 1        | 0     | 0           | 0          |
| Tahir Karacan   | 0        | 0      | 0           | 0          | 1                                 | 0                                 | 0                                 | 0                                 | 1           | 0           | 0           | 0           | 2        | 0     | 0           | 0          |
| Yetiş Kaya      | 0        | 0      | 0           | 0          | 0                                 | 0                                 | 0                                 | 0                                 | 1           | 0           | 0           | 0           | 1        | 0     | 0           | 0          |
| Tarık Küpoğlu   | 0        | 0      | 0           | 0          | 0                                 | 0                                 | 0                                 | 0                                 | 0           | 0           | 0           | 0           | 0        | 0     | 0           | 0          |
| Metin Kurt      | 29       | 4      | 1           | 0          | 5                                 | 0                                 | 0                                 | 0                                 | 2           | 0           | 0           | 0           | 36       | 4     | 1           | 0          |
| Arif Kuşdoğan   | 1        | 0      | 0           | 0          | 1                                 | 0                                 | 0                                 | 0                                 | 1           | 0           | 0           | 0           | 3        | 0     | 0           | 0          |
| Mehmet Oğuz     | 23       | 4      | 1           | 1          | 4                                 | 0                                 | 0                                 | 0                                 | 2           | 0           | 0           | 0           | 29       | 4     | 1           | 1          |
| Furkan Ölçer    | 0        | 0      | 0           | 0          | 1                                 | 0                                 | 0                                 | 0                                 | 0           | 0           | 0           | 0           | 1        | 0     | 0           | 0          |
| Gökmen Özdenak  | 23       | 5      | 3           | 0          | 3                                 | 1                                 | 1                                 | 0                                 | 0           | 0           | 0           | 0           | 26       | 6     | 4           | 0          |
| Yasin Özdenak   | 29       | 0      | 0           | 0          | 4                                 | 0                                 | 0                                 | 0                                 | 2           | 0           | 0           | 0           | 35       | 0     | 0           | 0          |
| Mehmet Özgül    | 21       | 11     | 1           | 0          | 4                                 | 1                                 | 0                                 | 0                                 | 2           | 1           | 0           | 0           | 27       | 13    | 1           | 0          |
| Şevki Şenlen    | 28       | 1      | 2           | 0          | 7                                 | 0                                 | 0                                 | 0                                 | 2           | 0           | 0           | 0           | 37       | 1     | 2           | 0          |
| Muzaffer Sipahi | 13       | 0      | 0           | 0          | 3                                 | 0                                 | 0                                 | 0                                 | 1           | 0           | 0           | 0           | 17       | 0     | 0           | 0          |
| Cüneyt Tanman   | 0        | 0      | 0           | 0          | 2                                 | 0                                 | 0                                 | 0                                 | 0           | 0           | 0           | 0           | 2        | 0     | 0           | 0          |
| Tuncay Temeller | 25       | 2      | 0           | 0          | 6                                 | 1                                 | 0                                 | 0                                 | 0           | 0           | 0           | 0           | 31       | 3     | 0           | 0          |
| Fatih Terim     | 30       | 2      | 0           | 0          | 7                                 | 1                                 | 0                                 | 0                                 | 2           | 0           | 0           | 0           | 39       | 3     | 0           | 0          |
| Bülent Ünder    | 13       | 0      | 0           | 1          | 5                                 | 0                                 | 0                                 | 0                                 | 0           | 0           | 0           | 0           | 18       | 0     | 0           | 1          |
| Enver Ürekli    | 23       | 2      | 0           | 0          | 4                                 | 0                                 | 0                                 | 0                                 | 1           | 0           | 0           | 0           | 28       | 2     | 0           | 0          |
| Engin Verel     | 27       | 2      | 2           | 0          | 6                                 | 3                                 | 0                                 | 0                                 | 2           | 0           | 0           | 0           | 35       | 5     | 2           | 0          |
| Ali Yavaş       | 20       | 0      | 2           | 0          | 5                                 | 0                                 | 0                                 | 0                                 | 2           | 0           | 0           | 0           | 27       | 0     | 2           | 0          |
| Yılmaz Yavman   | 6        | 0      | 0           | 0          | 2                                 | 0                                 | 0                                 | 0                                 | 1           | 0           | 0           | 0           | 9        | 0     | 0           | 0          |